# 棕灶鳥
棕灶鳥（學名：Furnarius rufus）是南美洲東部一種大型的灶鳥。它們棲息在次生叢林、草坪及農地，也會走到人類居住的地方。它們分佈在巴西東部、玻利維亞、巴拉圭、烏拉圭以及阿根廷北和中部。它們是巴拉圭及阿根廷的冠灶鳥的近親。它們是阿根廷的國鳥，其下有4個亞種。

## 特徵
棕灶鳥的尾巴方形，喙很直。羽毛整體呈紅褐色，有褐色的冠和白色的喉嚨。雄鳥及雌鳥相似，幼鳥下身稍為淡色。符合伯格曼法則，它們的體形隨北部至南部已逐漸有所變化。

## 繁殖

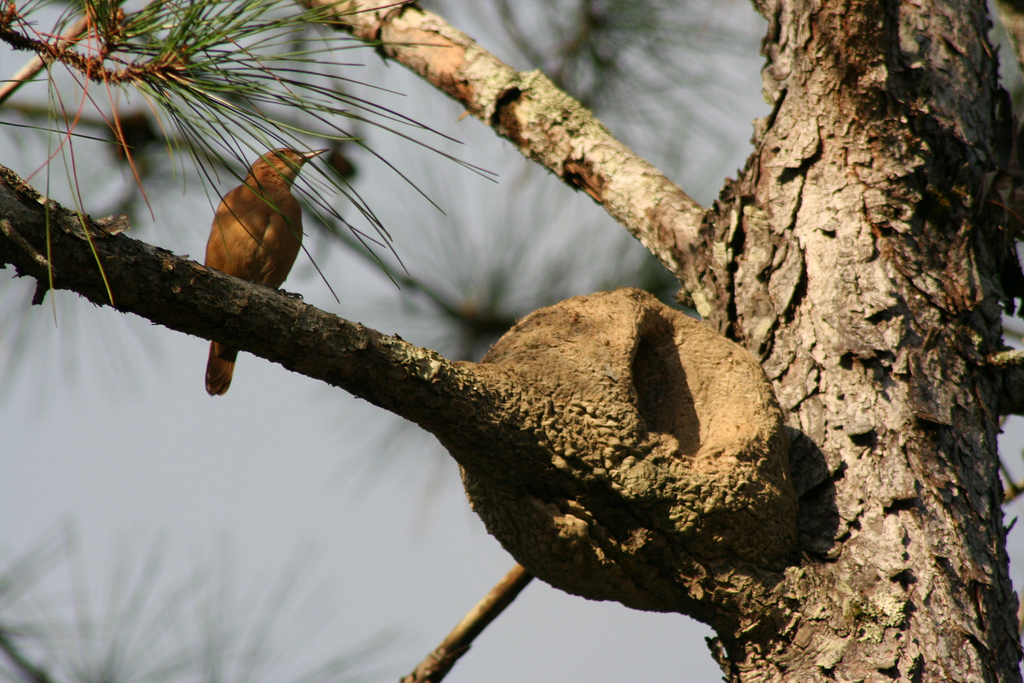
棕灶鳥的鳥巢。

棕灶鳥於夏天繁殖，約於9月至12月間生蛋，並於10月至1月哺育雛鳥。它們是一夫一妻制的，夫妻的關係可以維持達幾年或終生。鳥巢是用泥築成，彷彿人類的灶，往往會築在樹、籬柱、電話柱或建築物上。夫妻整年都會一起生活及一同築巢，築巢時間由15日至2-3個月不等。它們每次生2-4隻蛋，孵化期為14-18日，雙親也會負責孵化和哺育。雛鳥出生後23-26日就會換羽，換羽後會繼續留在雙親的地盤約6個月。期後它們不會再使用同一鳥巢來繁殖，所以很多時會看見有幾個鳥巢接連在一起。

## 食性
棕灶鳥主要吃昆蟲及其他節肢動物，有時也會吃垃圾。它們的掠食者包括有鵟雕等猛禽、家貓、蛇及蜥蜴。它們的鳥巢是有蓋的，在保護下幼鳥的生存率很高。

## 保育狀況
棕灶鳥因人類改變環境而得著好處。它們能適應大幅改變的棲息地。另一邊廂，它們也幫助了其他鳥類，如桔黃雀鵐就是會利用它們的鳥巢。由於不受人類活動的影響，世界自然保護聯盟將它們列為無危。

## 外部連結
- Internet Bird Collection （页面存档备份，存于）
- VIREO （页面存档备份，存于）